# Benz Viktoria
Benz Viktoria – samochód osobowy wyprodukowany przez niemieckie przedsiębiorstwo motoryzacyjne Benz & Cie. w roku 1893.

## Historia modelu
W 1885 roku Karl Benz skorzystał z najnowszych wówczas odkryć technicznych, takich jak gaźnik, akumulator, zapłon akumulatorowy, świeca zapłonowa, czy mechanizm różnicowy. Wykorzystał je w trójkołowym pojeździe, który nazwał Motorwagen. Jednak zamontowane z przodu pojedyncze koło sprawiało, że jazda po wyboistych drogach była niekomfortowa. Dopiero z powodu nacisków pojawiających się wewnątrz swojej firmy, niechętnie zgodził się zastosować pomysł wykorzystany przez jego głównego konkurenta, Gottlieba Daimlera, i wyposażył swój pojazd w czwarte koło.
Pojazd ten, nazywany Benz Viktoria, przeznaczony był dla dwóch osób. Wyróżniał się nowatorskim rozwiązaniem w postaci ruchomej osi przedniej, którą prowadzący mógł sterować za pomocą drążka kierowniczego połączonego z osią łańcuchem, oraz pionowymi sworzniami zwrotnicy, które Benz opatentował.
Latem 1894 roku Theodor von Liebig odbył tym samochodem, oznaczonym numerem 76, prawie bez zakłóceń podróż z Liberca nad Mozelę i z powrotem, pokonując 939 km. Po drodze odwiedził między innymi Mannheim oraz samego Karla Benza. W trakcie tej podróży (uznawanej za pierwszą w historii zmotoryzowaną wyprawę na dłuższym dystansie) Benz Viktoria osiągnęła średnią prędkość 13,6 km/h.

## Dane techniczne Benz Viktoria

### Silnik
- jednocylindrowy, 1720 cm3[1]
- Układ zasilania: gaźnik[1]
- Średnica cylindra × skok tłoka: b.d.
- Stopień sprężania: b.d.
- Moc maksymalna: 3 KM (2,2 kW)[1]
- Maksymalny moment obrotowy: b.d.

### Osiągi
- Przyspieszenie 0-80 km/h: b.d.
- Przyspieszenie 0-100 km/h: b.d.
- Prędkość maksymalna: 18 km/h[1]